# Sharon Corr
Sharon Helga Corr (Dundalk, 24 marzo 1970) è una cantautrice, musicista e compositrice irlandese.
Nel 1990 debutta come violinista e seconda voce dei Corrs, gruppo pop-rock e celtic rock creato insieme ai fratelli Andrea, Jim e Caroline Corr.
Con i Corrs ha pubblicato 10 album (5 in studio, 3 live e 2 raccolte ufficiali) dal 1995 al 2005.
Nel 2010, approfittando del periodo di pausa del gruppo, intraprende la carriera da solista e pubblica Dream of You.

## Biografia

### Infanzia
Sharon Corr nasce a Dundalk nella Contea di Louth ed è la secondogenita di Gerry Corr, impiegato presso l'Irish Electricity Board, e Jean Corr, casalinga. Si avvicina alla musica quando è ancora piccola grazie alle lezioni di piano del padre e all'età di 6 anni comincia anche a seguire lezioni di violino da Padre McNally al posto di sua sorella Caroline, dimostrando fin dall'inizio il suo grande amore per questo strumento per il quale ora è abilitata all'insegnamento professionale. Successivamente impara a suonare anche la chitarra acustica.
Tra il 1977 e il 1984 è un membro della Redeemer Youth Orchestra, un'orchestra molto rinomata nella Contea di Louth, mentre durante gli anni del liceo si esibisce in duo con suo fratello maggiore Jim in alcuni locali di Dundalk (tra i quali il McManus Pub, locale di proprietà della zia, dove Sharon lavora nei fine settimana come cameriera) suonando musica tradizionale irlandese.
Quando ha circa 19 anni lei e i fratelli, accomunati dalla medesima passione per la musica, iniziano ad esercitarsi insieme in una stanza presa in affitto da Jim e trasformata in una sorta di studio di registrazione.
Nel frattempo s'iscrive all'università, alla facoltà di scienze, ma abbandona dopo il primo anno. Inizia così a lavorare come responsabile nel negozio di musica The Record Sleeve, ma successivamente sarà costretta a licenziarsi per poter seguire la carriera da musicista insieme ai fratelli.

### 1990-2006: il successo con i Corrs

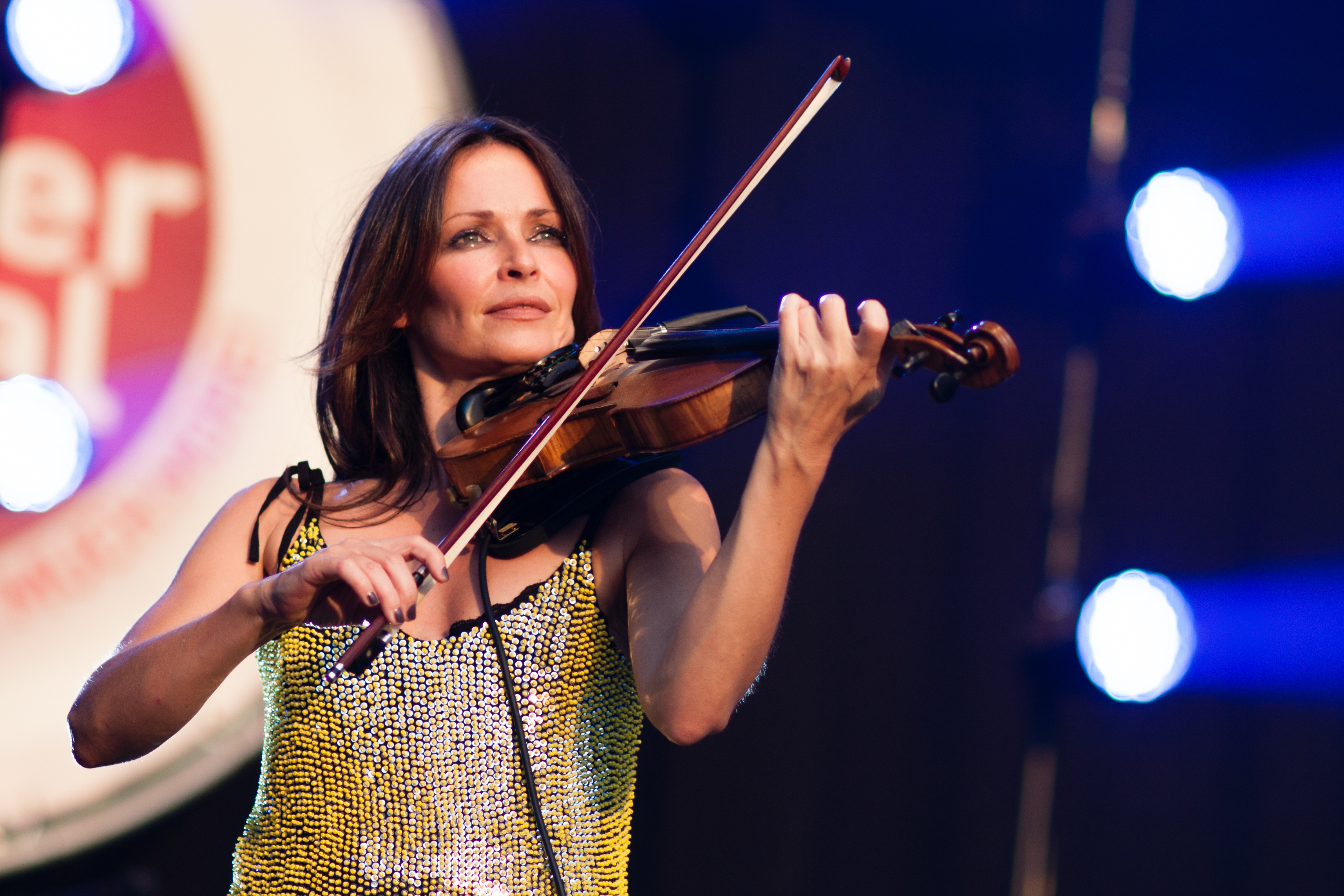
Sharon Corr durante una esibizione.

Nel 1990 i fratelli Corr decidono di creare un gruppo per poter partecipare alle audizioni per il film The Commitments. Qui fanno la conoscenza di John Hughes che colpito dal loro talento decide di diventare il loro manager.
Su consiglio di Hughes i Corrs iniziano ad includere nella loro musica il violino e Sharon, che prima ricopriva il ruolo di tastierista, finisce col ricoprire esclusivamente il ruolo di violinista. Difatti raramente capita di vederla suonare la tastiera o la chitarra, cosa che di solito accade durante le esecuzioni di alcuni brani come Closer, Would You Be Happier? e Somebody For Someone.
Nel 1994 i Corrs firmano il loro primo contratto discografico con l'Atlantic Records con il marchio di registrazione 143 Records e all'inizio del 1995 partono alla volta di Malibù per registrare il primo album, Forgiven, Not Forgotten. L'album si dimostra un successo e i Corrs scalano le classifiche di Irlanda, Spagna, Australia e Giappone.
Successivamente pubblicano Talk on Corners (1997), che raggiunge i vertici delle classifiche inglesi, e In Blue (2000), che fa conquistare alla band le classifiche americane e li consacra definitivamente a livello internazionale.
Ben presto per il suo carattere scrupoloso, Sharon viene soprannominata dalla stampa the Bossy, anche se più che un capo si considera un'ottima organizzatrice per il semplice fatto che le piace avere sempre la situazione sotto controllo.
Come tutti i componenti del gruppo prende parte attiva alla stesura dei testi e delle musiche, però al contrario dei fratelli che compongono spesso insieme, Sharon scrive e compone principalmente da sola.
Tra i suoi brani più famosi ci sono i singoli So Young, Radio, Long Night, Goodbye e le strumentali Silver Strand, composta insieme a Caroline, e Rebel Heart. Quest'ultima è stata composta al pianoforte nel 1997 durante la registrazione del secondo album, Talk On Corners, ma è rimasta ferma tre anni prima di essere ripresa e inserita in In Blue. Nel 2001 è stata utilizzata come colonna sonora per l'omonima serie TV drammatica della BBC ambientata durante la Sollevazione di Pasqua del 1916 e ha ottenuto una nomination ai Grammy Awards come Miglior Performance Pop Strumentale.
(Sharon Corr, dal documentario: The Corrs - In Blue, 2000)

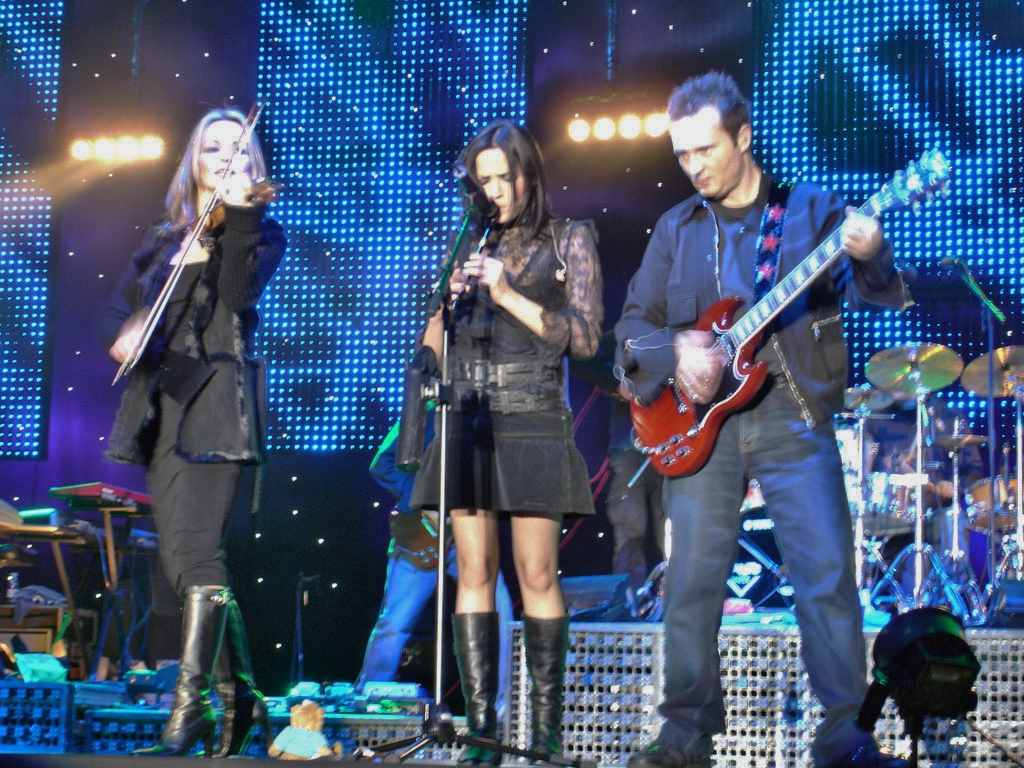
Sharon Corr (a sinistra) mentre suona il violino nel brano Toss The Feathers in un concerto del Borrowed Heaven Tour nel 2004

Nel 2002 accetta di suonare il violino in The Hands That Built America degli U2 e l'anno successivo collabora con Jean-Michel Jarre nel brano Rendez-Vous Á Paris.
Nel giugno 2003 partecipa agli Special Olympics World Summer Games, mentre a novembre prende parte insieme ai fratelli al concerto 46664 (organizzato per sostenere la campagna di Nelson Mandela nella lotta contro l'AIDS), dove si esibisce per la prima volta con Zucchero Fornaciari, Brian May e Roger Taylor in Everybody's Got to Learn Sometime.
L'anno successivo i Corrs pubblicano il loro quarto album in studio Borrowed Heaven che contiene Goodbye brano scritto da Sharon e dedicato alla madre scomparsa nel 1999, e nel settembre 2005 pubblicano Home, album tributo alla madre, che contiene una canzone cantata da Sharon, Dimming of the Day. A novembre i Corrs diventano membri onorari dell'Ordine dell'Impero Britannico in riconoscimento del loro talento musicale e dei concerti benefici da loro organizzati.

### 2010-2011: la carriera da solista
Dopo diversi anni lontano dal palco per potersi dedicare alla famiglia, il 15 luglio 2009 Sharon appare nel programma britannico della ITV This Morning dove conferma ufficialmente le voci che circolano riguardo ad un suo album da solista. Dopo lo show Sharon è stata portata all'Aeroporto di Londra-Heathrow su un'auto Lexus Hybrid guidata dall'attore Robert Llewellyn, che ha filmato il viaggio per il suo talk show in Internet Carpool.
L'album intitolato Dream of You è stato pubblicato il 10 settembre 2010 in Irlanda e la sua uscita è stata anticipata dal singolo It's Not a Dream pubblicato il 29 agosto.
Alla registrazione dell'album hanno preso parte alcuni musicisti che avevano precedentemente collaborato insieme ai Corrs: Anto Drennan, Keith Duffy, Jason Duffy e Fiachra Trench.

## Violini
Sharon Corr suona sia il violino acustico che quello elettrico. Tra i modelli che utilizza più di frequente ci sono:
- Barcus Berry – violino acustico-elettrico.
- Violino Tradizionale – violino acustico.
- Zeta Strados Modern Performer Series (quattro corde) – violino elettrico.
- Zeta Strados Modern Performer Series (cinque corde) – violino elettrico.
- Yamaha SV110 Silent – violino elettrico.

## Beneficenza
Sharon Corr insieme ai fratelli ha preso parte e organizzato diversi concerti di beneficenza tra cui il Pavarotti & Friends for Liberia (1998), la raccolta fondi per il Freeman Hospital di Newcastle (2001) e per le vittime della bomba di Omagh (1999), il Party in the Park: The Prince's Trust, e lo Special Olympics World Summer Games (2003).
I Corrs sono inoltre ambasciatori della campagna 46664 di Nelson Mandela contro l'AIDS in Africa. Durante il Live 8 a Edimburgo il 2 luglio 2005 si sono esibiti con Bono per promuovere la campagna Make Poverty History.
Nel 2005 diventano membri onorari dell'Ordine dell'Impero Britannico ricevendo le onorificenze dall'ambasciatore britannico a Dublino su concessione della Regina Elisabetta II in riconoscimento del loro talento musicale e dei concerti benefici da loro organizzati.
Nello stesso anno Sharon collabora coi Devlins nel brano Love is Blindness, cover degli U2 inserito nel cd benefico Even Better Than The Real Thing, per raccogliere fondi per le vittime dello tsunami che nel 2004 ha colpito il sud-est asiatico.

## Vita privata
Dopo numerosi rinvii dovuti ai continui impegni del gruppo, il 7 luglio 2001 Sharon Corr si sposa con Gavin Bonnar, un avvocato di Belfast, nella chiesa di St John a Cratloe nella Contea di Clare. I due si sono conosciuti quando Sharon stava girando il video di Runaway. In un'intervista alla BBC Radio 2 la musicista ha rivelato che durante la camminata verso l'altare come musica di sottofondo c'era Along With the Girls, brano strumentale tradizionale irlandese reinterpretato dai Corrs e contenuto nel loro primo album, Forgiven, Not Forgotten. Dal matrimonio sono nati due figli: Cathal Robert Gerard, nato il 31 marzo 2006, e Flori Jean Elizabeth, nata il 18 luglio 2007.
I due si sono separati nel 2019.

## Discografia

### Come solista
- 2010 - Dream of You
- 2013 - The Same Sun
- 2021 - The Fool & The Scorpion

#### Singoli
- 2009 - Me and My Teddy Bear
- 2009 - It's Not a Dream
- 2010 - Everybody's Got to Learn Sometime
- 2010 - So Long Ago

### The Corrs
- 1995 - Forgiven, Not Forgotten
- 1997 - The Corrs - Live
- 1997 - Talk On Corners
- 1999 - The Corrs Unplugged
- 2000 - In Blue
- 2001 - The Best Of The Corrs
- 2002 - The Corrs: Live In Dublin
- 2004 - Borrowed Heaven
- 2005 - Home
- 2006 - Dreams: The Ultimate Corrs Collection

### Collaborazioni
- 1995 - Spirits Colliding (Paul Brady) - seconda voce in Just In Time.
- 1998 - When We Were The New Boys (Rod Stewart) - violino in Ooh La La.
- 1998 - Quest For Camelot: The Magic Sword (Soundtrack) – violino in On My Father's Wings e Looking Through Your Eyes.
- 1998 - Pavarotti & Friends For The Children Of Liberia (Artisti vari) - violino e seconda voce in Dreams e voce in O Surdatto Nammuratto.
- 1998 - Legacy: A Tribute To Fleetwood Mac's Rumours (Artisti vari) – violino e seconda voce in Dreams.
- 1999 - Tears Of Stone (The Chieftains) – violino e seconda voce in I Know My Love.
- 2001 - El Alma Al Aire - Ediciòn Especial (Alejandro Sanz) - violino e seconda voce in The Hardest Day, Me Iré, Una Noche.
- 2001 - Josh Groban (Josh Groban) - violino e seconda voce in Canto Alla Vita.
- 2002 - Party At The Palace - The Queen's Golden Jubilee (Artisti vari) - seconda voce in God Only Knows.
- 2002 - Gangs Of New York (Soundtrack) - violino in The Hands That Built America.
- 2003 - The Very Best Of Sheryl Crow (Sheryl Crow) - violino in C'mon, C'mon.
- 2003 - Metamorphoses (Jean-Michel Jarre) – violino in Rendez-Vous Á Paris.
- 2003 - Voices And Poetry Of Ireland (Artisti Vari) – voce in First Annual Report by Gerry Corr.
- 2004 - Wild Ocean (John Hughes) – violino e seconda voce.
- 2004 - 46664: Part 2 – Long Walk To Freedom – violino e seconda voce in Breathless, violino in Toss The Feathers e voce in Leliungelo Elakho.
- 2005 - Even Better Than The Real Thing - Vol. 3 (Artisti Vari) – violino in Love is Blindness.
- 2008 - Scarborough Fair: Songs from the British Isles (Bryn Terfel) - violino in My Lagan Love e She Moved Through the Fair.
- 2009 - Calle ilusión (Álex Ubago) - voce e violino in Amarrado a Ti.

## Filmografia
- 1991 - The Commitments
- 1997 - The Gathering
- 1998 - The Corrs: Live At The Royal Albert Hall
- 1998 - Pavarotti & Friends For The Children Of Liberia
- 1999 - The Corrs: Live At The Lansdowne Road
- 1999 - Brit Awards '99 – Video of the Year
- 2000 - The Corrs: Unplugged
- 2000 - It's Only Rock 'n' Roll.
- 2001 - The Corrs: Live In London 2000
- 2002 - The Best Of The Corrs - The Videos
- 2002 - Party At The Palace - The Queen's Golden Jubilee
- 2002 - South Africa Freedom Day: Concert On The Square
- 2003 - Out Of Ireland
- 2003 - A Feeling Shared - The Special Olympics in Ireland
- 2004 - 46664 The Event
- 2004 - Alejandro Sanz – Los Videos 1991-2004
- 2005 - All The Way Home - A History Of The Corrs
- 2005 - The Corrs: Live In Geneva 2004